# HMS Collingwood (1882)
Pour les autres navires du même nom, voir HMS Collingwood.
Le HMS Collingwood était le premier navire (navire de tête) de sa classe (Classe Admiral) de navires cuirassés construits pour la Royal Navy dans les années 1880. 
La conception essentielle du navire est devenue la norme pour la plupart des cuirassés britanniques suivants. Achevé en 1887, il a passé les deux années suivantes en réserve avant d'être affecté à la Mediterranean Fleet (flotte méditerranéenne) pour les huit années suivantes. Après son retour au pays en 1897, le navire a passé les six années suivantes comme navire de garde en Irlande. Le Collingwood n'a pas subi de dommages importants lors d'une collision accidentelle en 1899 et a été remis en service quatre ans plus tard. Le navire a été vendu à la casse en 1909, puis démoli.

## Contexte et conception

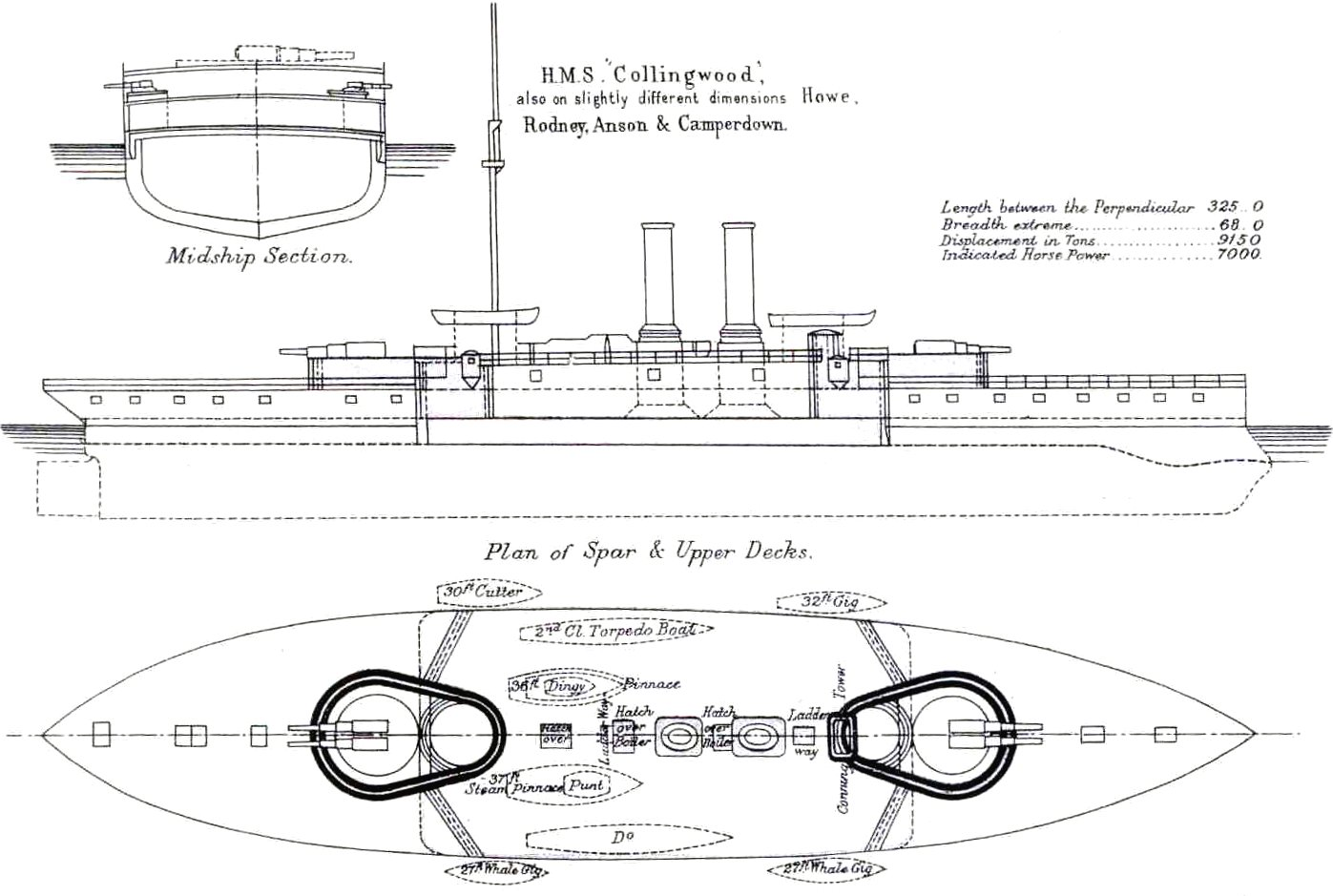
Élévation droite, plan de pont et coupe transversale tirés de Brassey's Naval Annual, 1888.

Au moment de sa conception, il n'était pas considéré comme le précurseur d'une classe quelconque ; il a été conçu par le directeur de la construction navale (Director of Naval Construction) , Sir Nathaniel Barnaby, comme une réponse unique aux cuirassés français de la classe Amiral Baudin, qui portaient trois canons lourds sur la ligne centrale et un certain nombre de pièces plus petites sur le flanc. Il a fait plusieurs propositions au Conseil de l'Amirauté (Board of Admiralty), mais elles ont toutes été rejetées. La proposition finale de Barnaby était inspirée par les quatre cuirassés français de classe Terrible construits en 1877-1878 et était un retour à la configuration du Devastation avec l'armement primaire positionné à l'avant et à l'arrière de la superstructure centrale, mais avec l'armement principal à chargement par la culasse monté dans des barbettes, comme sur les navires français,, ce qui leur permettait d'être placés 3 m plus haut au-dessus de la ligne de flottaison que les canons du Devastation. Le Conseil a modifié la conception de Barnaby en ajoutant 7,6 m de longueur et 2 000 chevaux-vapeur indiqués (1 500 kW) pour garantir une vitesse de 15 nœuds (28 km/h) à pleine charge. Il a également substitué quatre canons plus petits de 42 tonnes (43 t) aux deux canons de 80 tonnes (81 t) de Barnaby. La longueur supplémentaire et l'acceptation par le conseil d'administration des lignes de coque du Colossus ont augmenté la taille du navire de 2 500 tonnes longues (2 540 t).

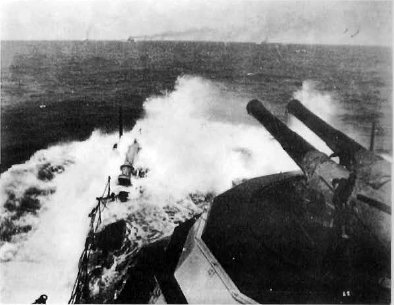
Le Collingwood enfourne sa proue dans une mer calme

Barnaby a été sévèrement critiqué, en particulier par Sir Edward Reed, lui-même ancien chef constructeur de la Royal Navy, parce que la ceinture de blindage à la flottaison du Collingwood était concentrée au milieu du navire et ne s'étendait pas jusqu'aux extrémités du navire. Reed pensait que cette faiblesse signifiait que le navire pouvait être coulé par l'inondation sans entrave qui en résultait si ses extrémités non blindées étaient criblées par des tirs d'obus et ouvertes à la mer. Barnaby a délibérément choisi une forme de coque avec des extrémités étroites et fines pour limiter le volume de la coque qui pourrait être inondé et a situé le pont blindé sous la ligne de flottaison pour éviter qu'il soit percé par les obus ennemis et qu'il inonde la partie inférieure du cuirassé. En outre, il a fortement subdivisé la coque pour limiter la quantité d'eau qui pouvait pénétrer par un seul coup et a placé des soutes à charbon au-dessus du pont blindé pour absorber les fragments des obus qui explosaient. À l'insu de ses détracteurs, le Collingwood a été testé en 1884 avec ses extrémités et les grands espaces de sa cale lestés d'eau et son tirant d'eau n'a augmenté que de 440 mm et il a perdu un peu de vitesse. Le prix à payer était que le navire manquait de flottabilité à ses extrémités et avait tendance à enfoncer son étrave dans les vagues au lieu d'être soulevé par-dessus. Sa vitesse était fortement réduite dans une mer de face et les embruns qui en résultaient rendaient le travail des canons très difficile. Le Collingwood avait tendance à rouler fortement et n'était pas considéré comme un bon navire de mer. Malgré ces problèmes, sa configuration de base a été suivie par la plupart des cuirassés britanniques ultérieurs, jusqu'au révolutionnaire Dreadnought de 1905.
Le navire avait une longueur entre perpendiculaires de 99,1 m, une largeur de 20,7 m et un tirant d'eau de 8,5 m à pleine charge. Il  déplaçait 9 500 tonnes longues (9 700 tonnes) à charge normale et avait un effectif de 498 officiers et matelots.

### Propulsion
Le navire était propulsé par une paire de moteurs à vapeur à expansion composée inversée à 2 cylindres, chacun entraînant une hélice. Les moteurs Humphreys produisaient un total de 7 000 chevaux-vapeur indiqués (5 200 kW) à tirage thermique normal et 9 600 chevaux-vapeur indiqués (7 200 kW) à tirage thermique forcé, utilisant la vapeur fournie par une douzaine de chaudières cylindriques avec une pression de service de 100 psi (689 kPa). Il était conçu pour atteindre une vitesse de 15,5 nœuds (28,7 km/h) à tirage thermique normal et le Collingwood a atteint 16,6 nœuds (30,7 km/h) à partir de 8 369 chevaux-vapeur (6 241 kW) lors de ses essais en mer, en utilisant le tirage thermique naturel. Il fut le premier cuirassé britannique à être équipé d'un tirage thermique forcé et le navire n'atteignit qu'une vitesse de 16,84 nœuds (31,19 km/h) avec 9 573 ch (7 139 kW) lors de ses essais en mer car ses moteurs étaient incapables de gérer la vapeur supplémentaire. Le Collingwood transportait un maximum de 1 200 tonnes longues (1 219 tonnes) de charbon, ce qui lui donnait une autonomie de 8 500 milles marins (15 700 km) à une vitesse de 10 nœuds (19 km/h).

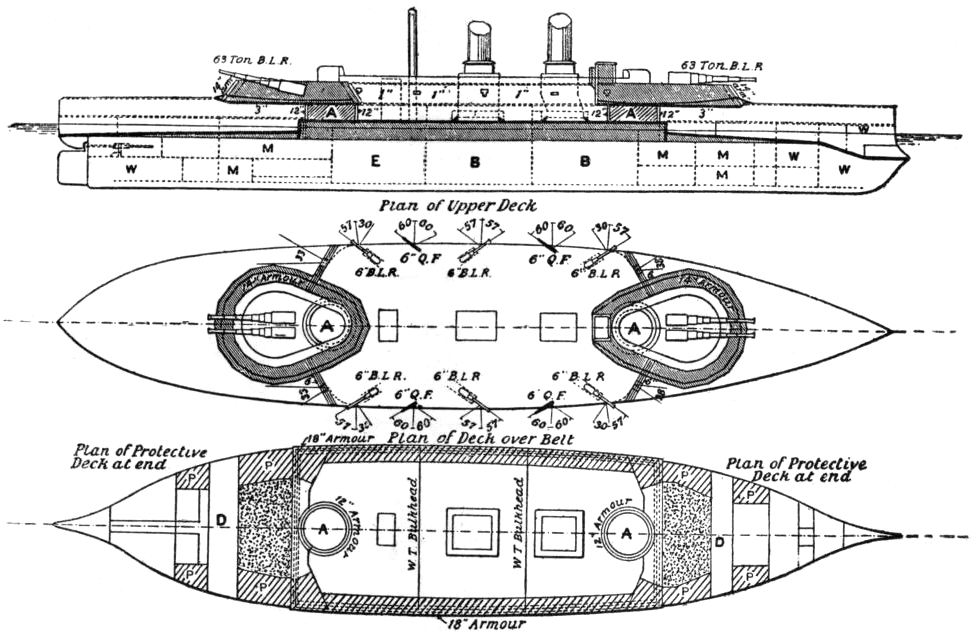
Le HMS Collingwood. A, tubes de communication ; B, chaufferies ; D, chambres à eau ; E, salle des machines ; M, magasins et salles d'obus ; P, garnitures de combustible brevetées ; W, ballasts d'eau.

### Armement et blindage
Le navire avait un armement principal de canons rayés à chargement par la culasse (BL) de 12 pouces (305 mm) Mk II de 25 calibres. Les quatre canons étaient montés dans deux barbettes jumelées, une à l'avant et une à l'arrière de la superstructure. Les barbettes étaient ouvertes, sans capot ni bouclier, et les canons, montés sur une plaque tournante, étaient entièrement exposés. Ils ne pouvaient être chargés que lorsqu'ils étaient pointés vers l'avant et l'arrière avec une élévation de 13°. Les obus de 324 kg tirés par ces canons avaient la capacité de pénétrer 523 mm de fer forgé à 910 m, avec une charge de 295 livres (134 kg) de poudre brune prismatique. À l'élévation maximale, les canons avaient une portée d'environ 8 600 m.
L'armement secondaire du Collingwood consistait en six canons BL 6 pouces (152 mm) Mk IV de 26 calibres sur des supports simples positionnés sur le pont supérieur au milieu du navire, trois sur chaque flanc. Ils tiraient des obus de 45 kg qui avaient la capacité de pénétrer 267 mm de fer forgé à 900 m. Ils avaient une portée de 8 070 m à une élévation de +15° en utilisant de la poudre noire prismatique. À partir de 1895 environ, tous ces canons ont été convertis en canons à tir rapide (QF) avec une cadence de tir beaucoup plus rapide. L'utilisation de la cordite a permis d'augmenter leur portée à 8 481 m. Pour se défendre contre les torpilleurs, les navires transportaient une douzaine de canons Hotchkiss QF 6-pounder de 2,2 pouces (57 mm) et huit canons Hotchkiss QF 3-pdr de 1,9 pouce (47 mm). Ils montaient également quatre tubes lance-torpilles de 14 pouces (356 mm) au-dessus de l'eau, une paire sur chaque bordé.
La ceinture de blindage composée de la ligne de flottaison du Collingwood s'étendait au milieu du navire, entre l'arrière de chaque barbette, sur 42,7 m. Elle avait une hauteur totale de 2,3 m, dont 1,5 m sous l'eau et 0,8 m au-dessus à charge normale ; à charge profonde, le tirant d'eau du navire augmentait encore de 152 mm. Le 1,2 m supérieur de la ceinture de blindage avait une épaisseur de 457 mm et les plaques se réduisaient à 203 mm au niveau du bord inférieur. Des cloisons latérales aux extrémités de la ceinture la reliaient aux barbettes ; elles avaient une épaisseur de 406 mm au niveau du pont principal et de 178 mm en dessous.
Chaque barbette était un polygone à 11 côtés, grossièrement en forme de poire, de 18,3 × 13,7 m, avec des murs inclinés de 292 mm d'épaisseur et un arrière de 254 mm. Les treuils à munitions principaux étaient protégés par des tubes blindés dont les murs avaient une épaisseur de 254 à 304 mm. La tour de pilotage avait également des murs de 304 mm d'épaisseur ainsi que des toits de 51 mm d'épaisseur. Le pont de la citadelle blindée centrale avait une épaisseur de 76 mm et le pont inférieur avait une épaisseur de 51 à 64 mm des extrémités de la ceinture à la proue et à la poupe,.

## Construction et carrière

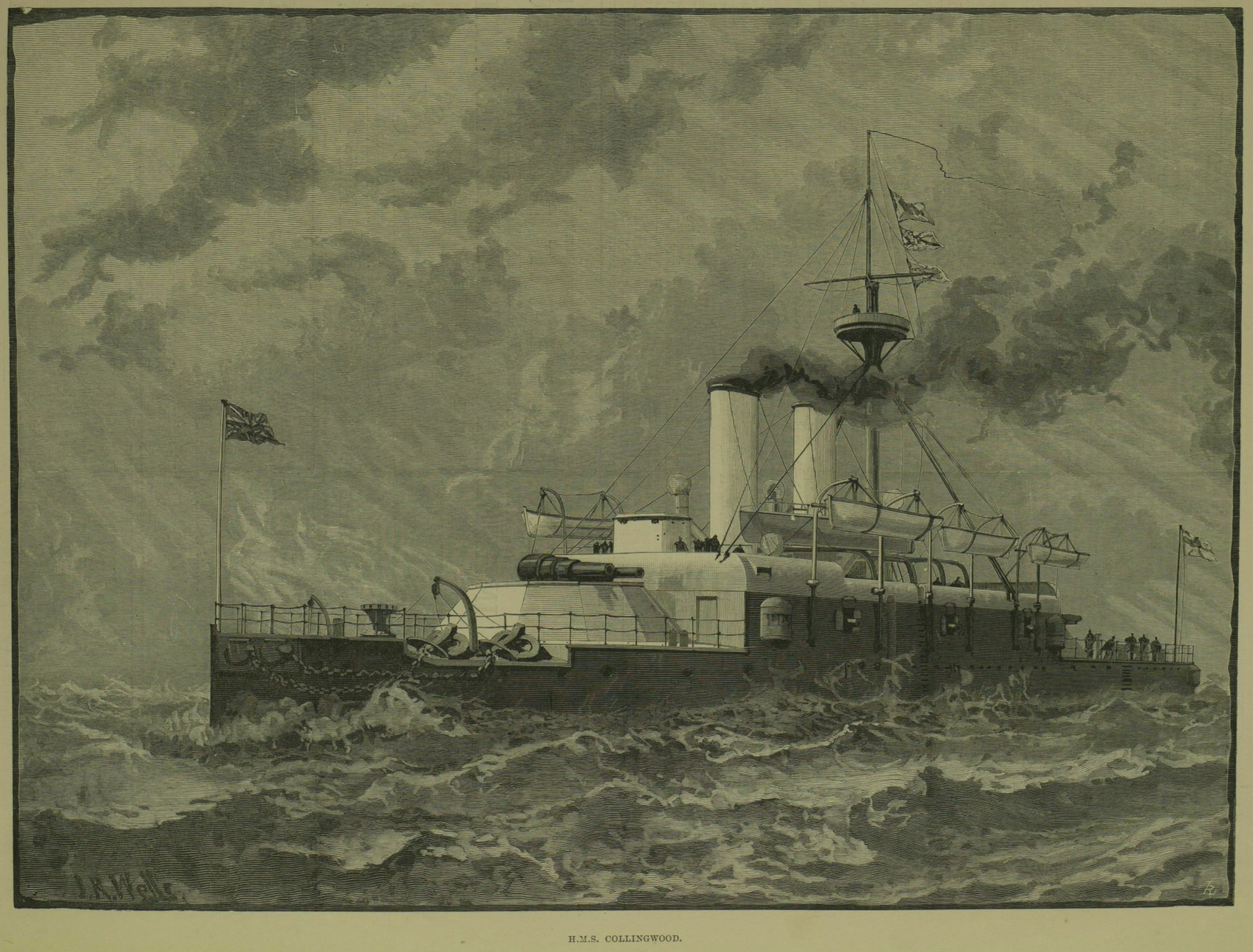
Le Collingwood lors de la revue navale du jubilé de la reine en 1887

Le Collingwood, nommé d'après l'amiral Cuthbert Collingwood, le commandant en second d'Horatio Nelson lors de la victoire britannique à la bataille de Trafalgar, était le deuxième navire de son nom à servir dans la Royal Navy. Le navire a été construit au chantier naval de Pembroke le 12 juillet 1880 et lancé par Mrs. Louise Chatfield, épouse du capitaine-superintendant du chantier naval, le captain Alfred Chatfield, le 22 novembre 1882. Lors d'essais de tir le 4 mai 1886, le canon arrière gauche du Collingwood s'est partiellement brisé et tous les canons Mk II ont été retirés du service. Ils ont été remplacés par des modèles Mk Vw plus lourds avec à peu près les mêmes performances. Sans compter son armement, il a coûté 636 996 livres sterling (£). Le navire a été mis en service à Portsmouth le 1er juillet 1887 pour la revue de la flotte du jubilé d'or de la reine Victoria et a été mis en réserve en août.
Le Collingwood est remis en service pour les manœuvres annuelles d'été pendant les deux années suivantes, avant d'être affecté à la Mediterranean Fleet (flotte méditerranéenne), où il sert de novembre 1889 à mars 1897, avec une remise en état à Malte en 1896. Le Capitaine Charles Penrose-Fitzgerald commande le cuirassé lorsqu'il rejoint la flotte méditerranéenne en 1889. Le navire devient le garde-côte de Bantry, en Irlande, à son retour. Le 23 janvier 1899, le Collingwood entre accidentellement en collision avec le croiseur HMS Curacoa dans le port de Plymouth, endommageant gravement ce dernier, mais ne subissant pas de dommages importants. Il a participé à la revue de la flotte qui s'est tenue à Spithead le 16 août 1902 pour le couronnement du roi Edward VII et était de retour en Irlande plus tard ce mois-là quand il a reçu les croiseurs japonais Asama et Takasago à Cork. Le navire a été versé dans la réserve en juin 1903 et a été transféré à East Kyle en janvier 1905. Le Collingwood y est resté jusqu'à ce qu'il soit vendu à la ferraille à Hughes Bolckow à Dunston, (Tyne and Wear) pour 19 000 £ le 11 mai 1909.

## Sources
- (en) Cet article est partiellement ou en totalité issu de l’article de Wikipédia en anglais intitulé « HMS Collingwood (1882) » (voir la liste des auteurs).